# 茹伊勒波捷
茹伊勒波捷（法語：Jouy-le-Potier，法語發音：[ʒwi lə pɔtje]）是法国卢瓦雷省的一个市镇，属于奥尔良区。

## 地理
茹伊勒波捷（47°44'40"N, 1°48'41"E）面积50.4 平方千米，位于法国中央-卢瓦尔河谷大区卢瓦雷省，该省份为法国中北部省份，北起埃松省，西北接厄尔-卢瓦省，西南接卢瓦-谢尔省，南至涅夫勒省和谢尔省，东临约讷省，东北接塞纳-马恩省。
与茹伊勒波捷接壤的市镇（或旧市镇、城区）包括：克莱里-圣安德烈、阿尔东、德里、圣欧班堡、拉伊昂瓦勒、利尼勒里博、梅济耶尔莱克莱里。

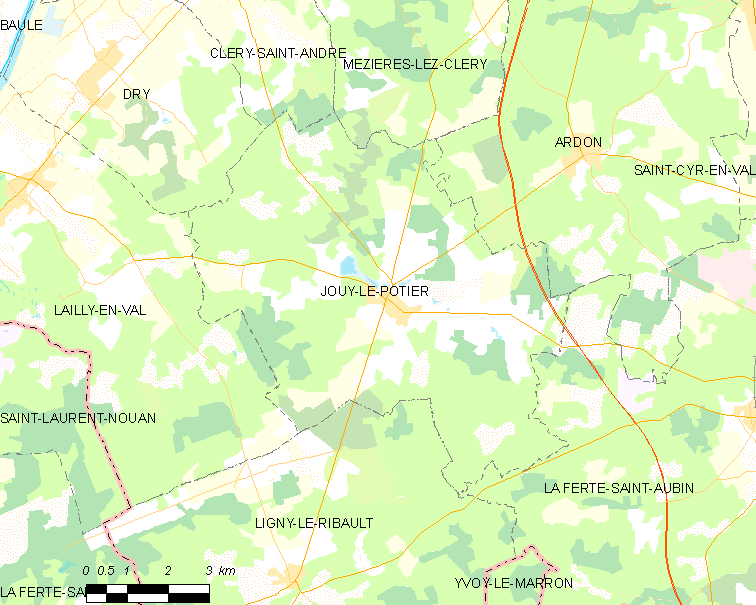
茹伊勒波捷的OSM定位图

茹伊勒波捷的时区为UTC+01:00、UTC+02:00（夏令时）。

## 行政
茹伊勒波捷的邮政编码为45370，INSEE市镇编码为45175。

## 政治
茹伊勒波捷所属的省级选区为博让西县。

## 人口

1962-2008年间茹伊勒波捷人口变化图示

茹伊勒波捷于2022年1月1日时的人口数量为1631人。